# Ölången
Ölången är en sjö i Linköpings kommun i Östergötland och ingår i Motala ströms huvudavrinningsområde. Sjön har en area på 0,179 kvadratkilometer och ligger 85,1 meter över havet. Sjön avvattnas av vattendraget Trosbyån.

## Delavrinningsområde
Ölången ingår i det delavrinningsområde (649618-148172) som SMHI kallar för Ovan 649752-148161. Medelhöjden är 91 meter över havet och ytan är 2,17 kvadratkilometer. Det finns inga avrinningsområden uppströms utan avrinningsområdet är högsta punkten. Trosbyån som avvattnar avrinningsområdet har biflödesordning 3, vilket innebär att vattnet flödar genom totalt 3 vattendrag innan det når havet efter 77 kilometer. Avrinningsområdet består mestadels av skog (88 procent). Avrinningsområdet har 0,18 kvadratkilometer vattenytor vilket ger det en sjöprocent på 8,5 procent.